# Tour de Maugny
La maison forte de Maugny, dite tour de Maugny, ou encore Le Château, est située dans la commune de Thollon-les-Mémises, dans le département de la Haute-Savoie. Aujourd'hui la maison forte est en très grande partie détruite.

## Situation
La tour de Maugny est située au centre de la commune de Thollon-les-Mémises, au-dessus du hameau du Nouy, sur une sorte de motte probablement artificielle.

## Historique
La tour était le centre de la seigneurie de Thollon-Allaman, qui dépendait de la seigneurie d'Allinges-Vieux.
Les premiers seigneurs de Thollon sont les Compeys. Au XIIIe s., un chevalier Girard de Compey possède la juridiction de Thollon, sauf les peines de mutilation et de mort. Ses biens furent séparés à sa mort entre ses deux filles, Perussonne et Jacquette. La première vendit ses biens à Guillaume de Chatillon, tandis que la seconde épousa Aymon de Neuvecelle. Leur fils, Jean, fut mis en possession de la seigneurie en 1398. Ses descendants se partagent la seigneurie : 
- En 1412, l'ainé de Jean, Pierre de Neuvecelle, teste dans la « maison de Maugny ». La maison et la juridiction passe ensuite à ses propres fils Jean, Henri et Nicod. Jean déclare tenir encore sa part en 1462. Le 6 juin 1469, Nicod déclare tenir la « maison-forte, place, fossés » de Maugny[2].
- Pierre le jeune, second fils de Jean de Neuvecelle, transmet sa part à son fils Jean de Neuvecelle du Crest de Lugrin, qui reconnaît tenir la maison-forte du duc de Savoie en 1462 avec ses frères Berthod et Rollet, ainsi que ses consorts de Neuvecelle.

Par la suite, au gré des unions, des héritages et des ventes, la tour et d'autres maisons passent à des familles différentes :
- En 1499, André de Chignon reconnaît posséder « une maison haute avec tour » à Thollon, qu'il tient des nobles Aymon, Berthod et François de Neuvecelle[3].
- Le 10 décembre 1552, François de Neuvecelle vend à noble Louis du Nant dit de Russin sa part de la maison-forte et de la juridiction.
- Le 17 mars 1558, André de Neuvecelle de Lugrin (descendant de Pierre le jeune) prête hommage aux seigneurs du Valais pour la maison-forte et la juridiction de Thollon[4].
- En 1606, Hildebrand Dunant hérite de son père, Jacques du Nant dit de Russin, la tour de Maugny ainsi que la juridiction sur Thollon. Il décède sans héritier et ses frères se partagent ses biens. Son frère François reconnaître tenir "la maison-forte" en 1614[5].

La tour est représentée sur la Mappe sarde de 1731.
Elle aurait été détruite dans la première moitié du XIXe siècle pour ses pierres, qui ont été réutilisées pour la reconstruction de l'église paroissiale située un peu plus bas.

## Description
Aujourd'hui il ne reste de cette maison forte que la base de la tour, qui est de forme carrée.